# Omar
Za kalifa glej Omar (kalif).
Omar je moško osebno ime.

## Izvor imena
Omar je muslimansko ime izpeljano iz imena Omer.

## Pogostost imena
Po podatkih Statističnega urada Republike Slovenije je bilo 31. decembra 2007 v Sloveniji 43 oseb z imenom Omar.

## Znane osebe
- Omar Nelson Bradley, ameriški general
- Omar Hajam, perzijski pesnik in astronom
- Omar Naber, slovenski glasbenik
- Omar Moamer el Gadafi, libijski častnik in samodržec